# Schacholympiade 2014
Die Schacholympiade 2014 ist ein Mannschaftsturnier im Schach, das vom 1. bis 14. August 2014 in Tromsø, Norwegen, ausgetragen wurde.

## Turnier
Es handelte sich um die 41. Schacholympiade des Weltschachbundes FIDE. Für die Ausrichtung beworben hatte sich auch die bulgarische Stadt Albena. Im Februar 2010 vergab die FIDE mit einer 95-zu-47-Entscheidung die Olympiade nach Norwegen. Für die Eröffnungsfeier in der Skarphalle wurden der Produzent Hasse Lindmo sowie die Firma Gyro beauftragt. Austragungsort der Wettkämpfe war Mackhallen, ein ehemaliges Brauereigebäude.
Gespielt wurden 11 Runden nach Schweizer System, spielfreie Tage waren der 7. und der 13. August. Die Bedenkzeit betrug 90 Minuten für 40 Züge nebst 30 Minuten für den Rest der Partie, plus 30 Sekunden pro Zug ab Beginn der Partie. Hauptschiedsrichter war Panagiotis Nikolopoulos aus Griechenland.

## Probleme vor der Olympiade
Im Mai 2014 wurde bekannt, dass das Budget der Schacholympiade eine Finanzierungslücke in Höhe von 15 Millionen NOK aufwies. Um die Schacholympiade nach Tromsø zu holen, musste auch der Schach-Weltpokal 2013 dort ausgerichtet werden. Dessen Kosten in Höhe von 2 Millionen Euro waren bei der Beantragung von Fördergeldern nicht berücksichtigt worden. Die norwegische Regierung weigerte sich zunächst, zusätzlich zu den bereits verausgabten 75 Millionen NOK weitere Gelder bereitzustellen. Anfang Juni bewilligte das norwegische Parlament doch noch 12 Millionen NOK, woraufhin die Organisatoren bestätigten, dass die Schacholympiade stattfinden werde.
Am 7. Juli 2014 beschwerte sich FIDE-Präsident Kirsan Iljumschinow in einem offenen Brief an die norwegische Ministerpräsidentin Erna Solberg, dass es für manche Teams schwierig sei, Visa zur Einreise zu erhalten. Da es nicht in jedem Land eine norwegische Botschaft gibt, mussten Teilnehmer in andere Länder reisen, um die erforderlichen biometrischen Daten erfassen zu lassen.
Am 16. Juli 2014 teilte das Organisationskomitee mit, dass mehrere Mannschaften von der Teilnahme ausgeschlossen werden, weil sie ihre Mannschaftsaufstellungen nicht bis zum Ende der Meldefrist am 1. Juni übermittelt hatten. Es handelte sich um die Teams aus Gabun, Elfenbeinküste, Kambodscha, Oman, Pakistan, Senegal und Zentralafrikanische Republik in der Offenen Sektion sowie Afghanistan und Russland bei den Frauen. Die Organisatoren beriefen sich darauf, dass die Regelung bezüglich der Meldefristen für alle Teams gilt und man Ausnahmen nicht zulassen könne. Hingegen beriefen sich die betreffenden Mannschaften darauf, dass für Aufstellungsänderungen gegen eine zusätzliche Gebühr eine wesentlich spätere Frist vorgesehen war.
Insbesondere der Ausschluss des russischen Frauenteams, das Titelverteidiger war, sorgte für Aufsehen. Die nicht rechtzeitige Meldung wurde in der Schachpresse darauf zurückgeführt, dass zunächst der Föderationswechsel Kateryna Lahnos von der Ukraine nach Russland abgewartet werden sollte. Lahnos Einsatz gewann an Bedeutung, nachdem Nadeschda und Tatjana Kossinzewa ihren Rückzug aus der Nationalmannschaft verkündet hatten. Seitens der FIDE wurde die Ankündigung der Organisatoren, mehrere Teams nicht zur Teilnahme zuzulassen, scharf kritisiert. Vizepräsident Israel Gelfer vertrat die Ansicht, dass die endgültige Entscheidung über die Zulassung von Teams bei Kirsan Iljumschinow liege. Man werde rechtliche Schritte gegen die Organisatoren prüfen. Nachdem Iljumschinow ein Ultimatum gestellt hatte, gaben die Organisatoren am 21. Juli bekannt, dass nunmehr doch alle Mannschaften zugelassen würden.

## Teilnehmende Mannschaften
Mit 172 Mannschaften im offenen Turnier und 134 Teams bei den Damen wurden neue Teilnahmerekorde erreicht. Neun Länder waren erstmals bei einer Schacholympiade am Start: Bhutan, die Elfenbeinküste, Guam, Lesotho, Oman, die Salomonen, Saudi-Arabien, Swasiland und Tansania. Das Frauen-Team aus Burundi trat in der 6. und 7. Runde nicht an und wurde daraufhin vom Turnier ausgeschlossen.
Mit einem Elo-Schnitt von 2671 war das deutsche Männerteam an Ranglistenplatz 12 gesetzt. Ratingfavorit war die russische Mannschaft mit einem Elo-Schnitt von 2773. Bei den Damen nahm Deutschland ebenfalls Platz 12 der Startrangliste mit einem Elo-Schnitt von 2379 ein; nomineller Favorit war China mit 2549 Punkten.

## Ergebnisse
Den Gaprindaschwili-Cup für das beste kombinierte Ergebnis von Männer- und Frauenmannschaft gewann China vor Russland und der Ukraine.
Insgesamt wurden bei der Schacholympiade 6704 Partien gespielt (2719 Weißsiege, 1520 Remis, 2368 Schwarzsiege und 97 kampflos entschiedene Partien).

### Aufstellungen der Medaillengewinner

#### Offenes Turnier
1. Platz – China
| Nummer | Spieler    | Punkte | Partien |
| ------ | ---------- | ------ | ------- |
| 1      | Wang Yue   | 4      | 9       |
| 2      | Ding Liren | 7½     | 10      |
| 3      | Yu Yangyi  | 9½     | 11      |
| 4      | Ni Hua     | 6½     | 9       |
| 5      | Wei Yi     | 4      | 5       |
2. Platz – Ungarn
| Nummer | Spieler         | Punkte | Partien |
| ------ | --------------- | ------ | ------- |
| 1      | Péter Lékó      | 5      | 10      |
| 2      | Csaba Balogh    | 7      | 9       |
| 3      | Zoltán Almási   | 7      | 10      |
| 4      | Richárd Rapport | 5½     | 9       |
| 5      | Judit Polgár    | 4½     | 6       |
3. Platz – Indien
| Nummer | Spieler          | Punkte | Partien |
| ------ | ---------------- | ------ | ------- |
| 1      | Parimarjan Negi  | 6½     | 10      |
| 2      | S. P. Sethuraman | 7½     | 10      |
| 3      | K. Sasikiran     | 7½     | 10      |
| 4      | B. Adhiban       | 7      | 11      |
| 5      | Babu M.R. Lalith | 2      | 3       |

#### Frauen-Turnier
1. Platz – Russland
| Nummer | Spieler             | Punkte | Partien |
| ------ | ------------------- | ------ | ------- |
| 1      | Kateryna Lagno      | 6      | 10      |
| 2      | Walentina Gunina    | 8      | 10      |
| 3      | Alexandra Kostenjuk | 7½     | 9       |
| 4      | Olga Girya          | 5      | 8       |
| 5      | Natalja Pogonina    | 5½     | 7       |
2. Platz – China
| Nummer | Spieler     | Punkte | Partien |
| ------ | ----------- | ------ | ------- |
| 1      | Hou Yifan   | 7      | 9       |
| 2      | Ju Wenjun   | 8      | 11      |
| 3      | Zhao Xue    | 5      | 7       |
| 4      | Tan Zhongyi | 6      | 9       |
| 5      | Guo Qi      | 6½     | 8       |
3. Platz – Ukraine
| Nummer | Spieler           | Punkte | Partien |
| ------ | ----------------- | ------ | ------- |
| 1      | Anna Musytschuk   | 6      | 10      |
| 2      | Marija Musytschuk | 6      | 10      |
| 3      | Anna Uschenina    | 5½     | 9       |
| 4      | Natalja Schukowa  | 7½     | 10      |
| 5      | Inna Janowska     | 3½     | 5       |

### Deutsche Mannschaften
Die Mannschaften des  Deutschen Schachbundes waren mit dem Ziel ins Rennen gegangen, Top-Ten-Plätze zu erreichen.

#### Offenes Turnier
Die Herren blieben bis zur vorletzten Runde ungeschlagen. Gegen mehrere zum erweiterten Favoritenkreis zählende Mannschaften (England, USA, Kuba, Usbekistan) erreichten sie jeweils ein Unentschieden. Für besonderes Aufsehen sorgte der Sieg von Arkadij Naiditsch gegen den aktuellen Weltmeister Magnus Carlsen aus Norwegen. Durch die Niederlage gegen den Drittplatzierten Indien und das abschließende Unentschieden gegen Außenseiter Australien kam die DSB-Auswahl schließlich nur auf Platz 30.
| Nummer | Spieler                | Punkte | Partien |
| ------ | ---------------------- | ------ | ------- |
| 1      | Arkadij Naiditsch      | 5½     | 9       |
| 2      | Georg Meier            | 6½     | 9       |
| 3      | Daniel Fridman         | 4½     | 8       |
| 4      | Liviu-Dieter Nisipeanu | 5½     | 10      |
| 5      | David Baramidze        | 4½     | 8       |

#### Frauen-Turnier
Nach 10 Runden hatten die deutschen Damen mit acht Siegen und zwei Niederlagen noch Medaillenchancen. Sie hatten nur gegen den überragenden Turniersieger aus Russland und gegen Frankreich verloren. In der Schlussrunde unterlagen sie gegen Georgien mit 0:4 und erreichten am Ende Platz 9.
| Nummer | Spieler         | Punkte | Partien |
| ------ | --------------- | ------ | ------- |
| 1      | Elisabeth Pähtz | 6½     | 10      |
| 2      | Zoya Schleining | 2½     | 6       |
| 3      | Tatiana Melamed | 4      | 9       |
| 4      | Melanie Ohme    | 6½     | 9       |
| 5      | Sarah Hoolt     | 7      | 10      |

### Brettsieger
Bei Schacholympiaden werden die besten Spieler der einzelnen Bretter und der beste "Reserve"-Spieler individuell geehrt. Die Ermittlung der Sieger erfolgt nach Elo-Performance bei einer Mindestzahl von acht Partien.

#### Offenes Turnier
| Brett | Spieler                | Mannschaft          | Punkte | Partien | Elo-Performance |
| ----- | ---------------------- | ------------------- | ------ | ------- | --------------- |
| 1     | Wesselin Topalow       | Bulgarien           | 6½     | 9       | 2872            |
| 2     | Nguyễn Ngọc Trường Sơn | Vietnam             | 8½     | 10      | 2843            |
| 3     | Yu Yangyi              | Volksrepublik China | 9½     | 11      | 2912            |
| 4     | Nikola Sedlak          | Serbien             | 6½     | 8       | 2773            |
| 5     | Samuel Shankland       | Vereinigte Staaten  | 9      | 10      | 2831            |

#### Frauen-Turnier
| Brett | Spieler             | Mannschaft | Punkte | Partien | Elo-Performance |
| ----- | ------------------- | ---------- | ------ | ------- | --------------- |
| 1     | Nana Dsagnidse      | Georgien   | 8      | 9       | 2719            |
| 2     | Walentina Gunina    | Russland   | 8      | 10      | 2651            |
| 3     | Alexandra Kostenjuk | Russland   | 7½     | 9       | 2639            |
| 4     | Natalja Schukowa    | Ukraine    | 7½     | 10      | 2512            |
| 5     | Rout Padmini        | Indien     | 7½     | 8       | 2584            |

## FIDE-Kongress
Während der Schacholympiade fand auch der 85. FIDE-Kongress statt, auf dem der Präsident gewählt wurde. Jede der 181 Schachföderationen, die Mitglied der FIDE sind, hat dabei eine Stimme. Herausforderer des Amtsinhabers Kirsan Iljumschinow war der frühere Schachweltmeister Garri Kasparow. Im Vorfeld des Kongresses warf Kasparow der FIDE-Administration vor, die Liste der wahlberechtigten Delegierten zu seinen Ungunsten manipuliert zu haben. Iljumschinow wurde mit 110:61 Stimmen wiedergewählt. Zu einem seiner Vizepräsidenten wurde der Deutsche Herbert Bastian gewählt. Neuer Präsident der European Chess Union wurde Surab Asmaiparaschwili aus Georgien.

## Zwischenfälle
Überschattet wurde das Turnier von dem Tod des 45-jährigen für den Weltschachverband der Gehörlosen (ICCD) spielenden Usbeken Alisher Anarkulow, der nach der letzten Runde im Hotel starb. Zudem starb der 67-jährige für die Seychellen spielende Schweizer Kurt Meier-Boudane während der Partie der 11. Runde gegen Alain Niyibizi aus Ruanda.